# Landsarkivet for Sjælland, Lolland-Falster og Bornholm
Landsarkivet for Sjælland, Lolland-Falster og Bornholm (eller blot: Landsarkivet for Sjælland) lå på Nuuks Plads på Nørrebro i København og var en del af Statens Arkiver.

## Oprettelse
Landsarkivet for Sjælland åbnede i 1893.
Det var resultatet af Danmarks første arkivlov, der blev vedtaget den 30. marts 1889 af Rigsdagen, og som følge af den skulle der oprettes tre landsarkiver i provinsen. Landsarkiverne i Viborg, Odense og København blev oprettet som underafdelinger af Rigsarkivet. Landsarkivet i Åbenrå kom til i 1931.

## Arkivets bygninger
Arkivets ældste bygninger er bygget i nationalromantisk stil er tegnet af Martin Nyrop og opført 1891-1893. De bestod af en magasinbygning og en villa med læsesal og bolig til provinsarkivaren. Der var også en have til villaen, der i 1966 måtte vige pladsen for en udvidelse af magasinkapaciteten og en større læsesal. Derimod findes den gamle magasinbygningen stadig. De nyere bygninger fra 1960'erne er tegnet af kgl. bygningsinspektør Nils og Eva Koppel i en nøgtern modernistisk stil.
I magasinerne på Nuuks Plads var der plads til ca. 47.000 hyldemeter. Siden 2000 var det været nødvendigt at opbevare en del af landsarkivets arkivalier i fjernmagasiner.

## Opgaver og samlinger
Landsarkivet for Sjælland indsamlede og opbevarede primært arkivalier fra lokale statslige myndigheder (fx politi, domstole og kirkelige myndigheder), men samlingerne rummede også afleveringer fra de sjællandske godser og fra private personer.
I arkivdatabasen daisy kan man finde indholdsfortegnelser over de arkiver, der findes i Landsarkivet for Sjællands samling. Samlingen fyldte 50.000 hyldemeter i 2008.
En del af arkivarene i Statens Arkiver forsker i arkivernes samlinger.
Hvert år var der godt 15.000 besøgende på læsesalen.

## Flytning af landsarkivet
I 2012 blev Landsarkivet lagt sammen med Rigsarkivet.

## Mindesten ved landsarkivet
Ved Den Danske Brigades indmarch 6. maj 1945 blev brigaden beskudt af kollaboratører i krydset Jagtvej/Rantzausgade, hvorved tre brigadefolk blev dræbt. Der er rejst en mindesten ved landsarkivet for de tre dræbte soldater.